# Kommunalwahlen in der DDR 1990

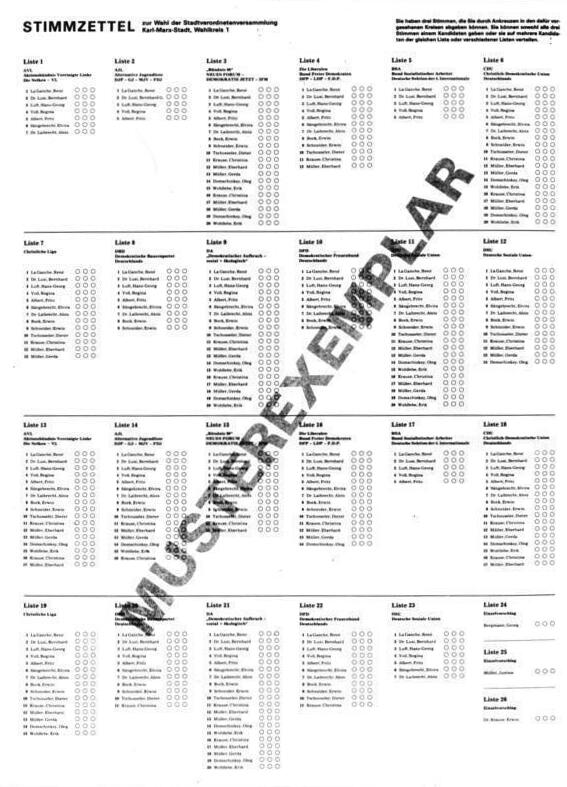
Musterstimmzettel bei den Kommunalwahlen – erstmals mit mehreren Listen

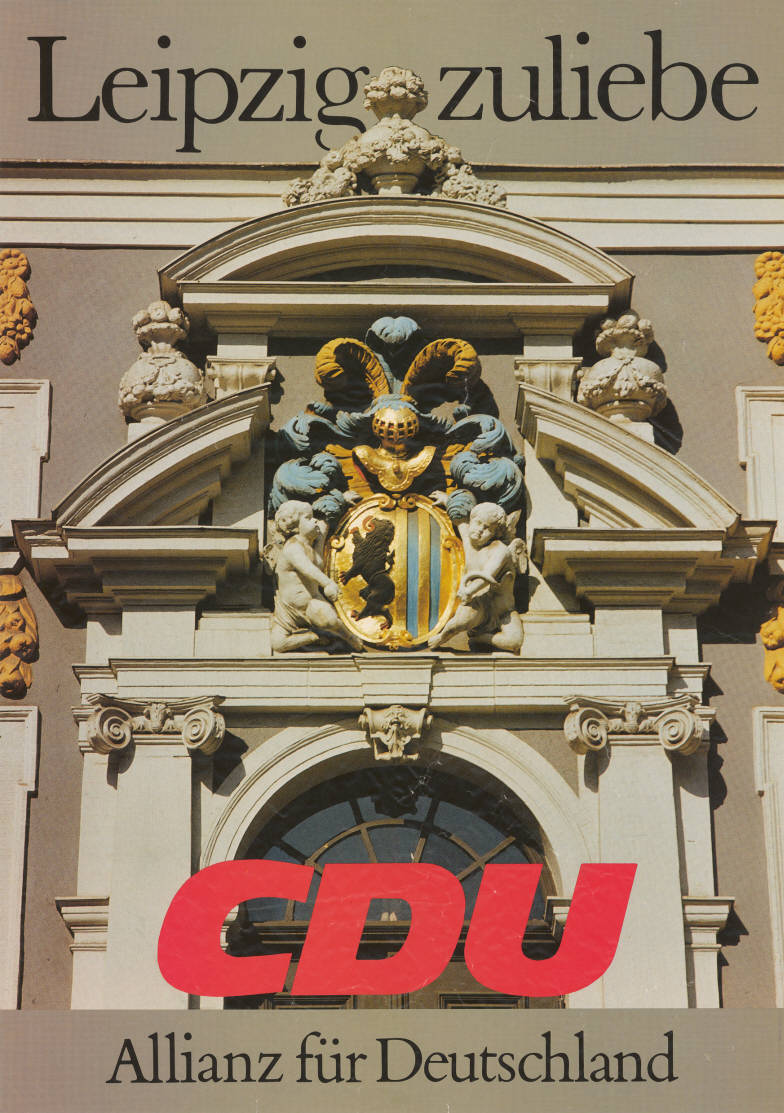
Wahlplakat der CDU in Leipzig zur Kommunalwahl

Die Kommunalwahlen in der DDR 1990 fanden am 6. Mai, fast ein Jahr nach den Kommunalwahlen von 1989, statt. Die Kommunalwahlen 1990 waren die ersten (und gleichzeitig letzten) freien Kommunalwahlen in der DDR, da erstmals nach dem Bruch des Machtmonopols der SED konkurrierende Parteien nach demokratischen Grundsätzen gegeneinander antraten.

## Vorgeschichte

### Kommunalwahlen in der DDR 1989
Bei den als Scheinwahl ausgeführten Kommunalwahlen 1989 lag die offizielle Wahlbeteiligung bei „98,78 %“. Wahlsieger (weil einzige Liste, die zur Wahl stand) war der „gemeinsame Wahlvorschlag der Nationalen Front“, die „98,85 %“ der Stimmen bekam.
Bei der Kommunalwahl am 7. Mai 1989 war erstmals eine Wahlfälschung der SED nachgewiesen worden. Die DDR-Bürger hatten sich nach der Schließung der Wahllokale versammelt, um die Auszählung der Stimmen zu beobachten. Obwohl nach § 37 Abs. 1 des DDR-Wahlgesetzes die Stimmauszählung öffentlich war, wurden Versuche unternommen, die DDR-Bürger von der Stimmauszählung auszusperren. Die Beobachter registrierten deutlich mehr Neinstimmen, in so gut wie allen Wahlkreisen, als offiziell bekannt gegeben wurden. Die erstmals bewiesene Wahlfälschung hatte eine Stärkung der Oppositionsbewegung in der DDR zur Folge. Vor Kirchen in (Ost-)Berlin und auf dem Alexanderplatz kam es fortan am 7. jedes Monats zu Demonstrationen gegen den Wahlbetrug. Die Stasi bemühte sich intensiv, die immer lauter werdende Kritik zu unterbinden. Die Demonstrationen gegen die Wahlfälschung gelten als Anfang vom Ende der DDR. Die Demonstrationen weiteten sich mit der Zeit immer weiter aus und mündeten in die Montagsdemonstrationen im Herbst. Nach der Wende und friedlichen Revolution fanden am 6. Mai 1990 freie Kommunalwahlen in der DDR statt.

### Die Wende in den Kommunen
In vielen Kommunen wurden nach der Wende die Bürgermeister und Landräte ausgetauscht. Da die Kommunalparlamente ja weiterhin aus den Vertretern der SED und der Blockparteien bestanden, wurden vielfach nach dem Vorbild des zentralen Runden Tisches auch Runde Tische auf kommunaler Ebene eingerichtet.

## Wahlrecht
Die Volkskammer hatte am 6. März 1990 ein Kommunalwahlgesetz (das Gesetz über die Wahlen zu Kreistagen, Stadtverordnetenversammlungen, Stadtbezirksversammlungen und Gemeindevertretungen) beschlossen. Dieses war die Rechtsgrundlage für die Kommunalwahl. Danach erfolgten die Wahlen in freier, geheimer und direkter Wahl nach dem Verhältniswahlrecht. Wahlberechtigt waren alle Bürger ab 18 Jahren. Eine Sperrklausel bestand nicht, Kandidaten mussten für die Zulassung zur Wahl ein Unterschriftenquorum in Höhe von 5 % der Wahlberechtigten, jedoch nicht mehr als 200 Unterschriften, vorlegen. Die Partei Die Republikaner wurde (wie bereits bei der Volkskammerwahl) nicht zur Wahl zugelassen. Kurz nach der Wahl beschloss die Volkskammer noch die Kommunalverfassung DDR, die die Arbeitsgrundlage für die neu gewählten kommunalen Parlamente bildete. Jeder Wähler hatte drei Stimmen und konnte Kumulieren und Panaschieren. Gewählt wurden Gemeindevertretungen bzw. Stadtverordnetenversammlungen und Kreistage. Bezirkstage wurden nicht gewählt, da der Gesetzgeber davon ausging, dass die Bezirke mit der Wiedereinführung der Länder aufgelöst werden würden. Ebenfalls nicht gewählt wurden Bezirksversammlungen für Stadtbezirke (Ausnahme: Ost-Berlin). Die Gemeindevertretungen waren relativ groß. Dörfer bis 500 Einwohner wählten sieben bis 15 Gemeindevertreter, die Stadtverordnetenversammlungen der Städte bis 500.000 Einwohnern konnten bis zu 130 Mitglieder stark sein. Das in der DDR bestehende Ausländerwahlrecht war nicht aufgehoben worden. Ausländer hatten daher aktives wie passives Wahlrecht, wenn sie seit mindestens zwei Jahren vor Ort gemeldet waren. Da aber auf dem Gebiet der DDR lediglich 150.000 Ausländer gemeldet waren, spielte diese Regelung materiell keine wesentliche Rolle. Die Parteien wurden in alphabetischer Reihenfolge auf dem Stimmzettel aufgeführt. Eine Briefwahlmöglichkeit bestand nicht.

## Die Wahl
62 landesweite Parteien und Organisationen hatten sich beim Präsidium der Volkskammer registrieren lassen und waren damit automatisch landesweit zugelassen. Neben den Republikanern wurde hierbei noch der Partei Nationale Alternative die Zulassung verweigert. 7787 kommunale Parlamente wurden gewählt, darunter 216 Kreistage bzw. Stadtkreise kreisfreier Städte, 615 Stadtverordnetenversammlungen in Städten und 6945 Stadtverordnetenversammlungen bzw. Gemeindevertretungen und der 11 Stadtbezirksversammlungen in Ost-Berlin. Um die 119.652 Mandate bewarben sich 258.501 Kandidaten, darunter 81 Ausländer. In jedem der 20.247 Stimmbezirke war ein Wahlvorstand aus jeweils mindestens sieben Mitgliedern gebildet worden.

## Wahlergebnis

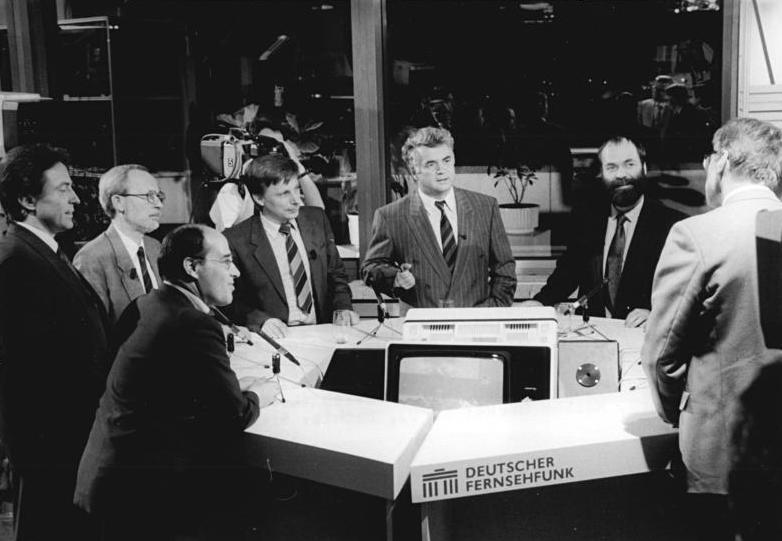
7. Mai 1990: Die Vorsitzenden der größten zur Kommunalwahl angetretenen Parteien im Wahlstudio des Deutschen Fernsehfunks

Die landesweite Wahlbeteiligung lag bei 75 %. Nach dem amtlichen Endergebnis errang die CDU 30,4 %, die SPD 21,0 %, die PDS 14,0 %, der BFD 6,3 %, die DSU 3,4 % und das Neue Forum kam auf 2,4 % der abgegebenen gültigen Stimmen. Kleinere Parteien erzielten zusammen 24,9 % der Stimmen. Mit diesem Wahlergebnis entschieden sich die DDR-Bürger für eine schnelle Adaption des bundesrepublikanischen Systems.
In der folgenden Tabelle ist das Wahlergebnis nach (künftigen) Ländern aufgegliedert. Zum Vergleich sind die Werte der Volkskammerwahl sowie die der Landtagswahlen und der Bundestagswahl 1990 mit aufgeführt:
| Land                                   | Wahl                 | Wahlberechtigte | Wähler     | Wähler | Stimmen  | Stimmen  | Stimmen    |
| Land                                   | Wahl                 | Wahlberechtigte | Wähler     | Wähler | ungültig | ungültig | gültig     |
| Land                                   | Wahl                 | Anzahl          | Anzahl     | %      | Anzahl   | %        | Anzahl     |
| -------------------------------------- | -------------------- | --------------- | ---------- | ------ | -------- | -------- | ---------- |
| Ost-Berlin                             | Volkskammerwahl      | 966.241         | 876.079    | 90,7   | 3.456    | 0,4      | 872.623    |
| Ost-Berlin                             | Kommunalwahl         | 969.565         | 684.674    | 70,6   | 18.394   | 2,7      | 1.971.000  |
| Ost-Berlin                             | Abgeordnetenhauswahl | 959.753         | 731.023    | 76,2   | 5.865    | 0,8      | 724.536    |
| Ost-Berlin                             | Bundestagswahl       | 963.992         | 732.395    | 76,0   | 9.615    | 1,3      | 722.780    |
| Brandenburg                            | Volkskammerwahl      | 1.973.272       | 1.845.821  | 93,5   | 10.517   | 0,6      | 1.835.304  |
| Brandenburg                            | Kommunalwahl         | 1.973.877       | 1.471.918  | 74,6   | 102.489  | 7,0      | 3.989.841  |
| Brandenburg                            | Landtagswahl         | 1.955.403       | 1.312.120  | 67,1   | 38.214   | 2,9      | 1.273.906  |
| Brandenburg                            | Bundestagswahl       | 1.956.684       | 1.444.148  | 73,8   | 20.708   | 1,4      | 1.423.440  |
| Mecklenburg-Vorpommern                 | Volkskammerwahl      | 1.449.383       | 1.346.012  | 92,9   | 8.445    | 0,6      | 1.337.567  |
| Mecklenburg-Vorpommern                 | Kommunalwahl         | 1.442.630       | 1.046.197  | 72,5   | 73.658   | 7,0      | 2.843.104  |
| Mecklenburg-Vorpommern                 | Landtagswahl         | 1.431.020       | 926.220    | 64,7   | 30.221   | 3,3      | 895.999    |
| Mecklenburg-Vorpommern                 | Bundestagswahl       | 1.432.336       | 1.015.043  | 70,9   | 17.922   | 1,8      | 997.121    |
| Sachsen                                | Volkskammerwahl      | 3.730.550       | 3.491.040  | 93,6   | 19.686   | 0,6      | 3.471.354  |
| Sachsen                                | Kommunalwahl         | 3.736.900       | 2.838.883  | 76,0   | 176.030  | 6,2      | 7.782.898  |
| Sachsen                                | Landtagswahl         | 3.709.210       | 2.699.274  | 72,8   | 66.302   | 0,6      | 2.633.422  |
| Sachsen                                | Bundestagswahl       | 3.707.677       | 2.825.162  | 76,2   | 44.492   | 1,6      | 2.780.670  |
| Sachsen-Anhalt                         | Volkskammerwahl      | 2.256.003       | 2.107.394  | 93,4   | 12.139   | 0,6      | 2.095.255  |
| Sachsen-Anhalt                         | Kommunalwahl         | 2.259.782       | 1.667.656  | 73,8   | 117.672  | 7,1      | 4.526.653  |
| Sachsen-Anhalt                         | Landtagswahl         | 2.234.994       | 1.455.634  | 65,1   | 43.122   | 3,0      | 1.412.512  |
| Sachsen-Anhalt                         | Bundestagswahl       | 2.237.790       | 1.615.723  | 72,2   | 24.337   | 1,5      | 1.591.386  |
| Thüringen                              | Volkskammerwahl      | 2.037.349       | 1.924.427  | 94,5   | 8.934    | 0,5      | 1.915.493  |
| Thüringen                              | Kommunalwahl         | 2.030.120       | 1.595.411  | 78,6   | 111.462  | 7,0      | 4.325.257  |
| Thüringen                              | Landtagswahl         | 2.010.395       | 1.595.411  | 71,7   | 37.816   | 2,6      | 1.403.354  |
| Thüringen                              | Bundestagswahl       | 2.009.711       | 1.534.654  | 76,4   | 20.382   | 1,3      | 1.514.272  |
| Gesamte DDR/Neue Länder und Ost-Berlin | Volkskammerwahl      | 12.412.798      | 11.590.773 | 93,4   | 63.177   | 0,5      | 11.527.596 |
| Gesamte DDR/Neue Länder und Ost-Berlin | Kommunalwahl         | 12.412.874      | 9.304.739  | 75,0   | 599.705  | 6,4      | 24.438.753 |
| Gesamte DDR/Neue Länder und Ost-Berlin | Landtagswahl         | 12.300.775      | 8.565.891  | 69,6   | 221.540  | 2,6      | 8.343.729  |
| Gesamte DDR/Neue Länder und Ost-Berlin | Bundestagswahl       | 12.308.190      | 9.167.125  | 74,5   | 137.456  | 1,5      | 9.029.669  |

Die Wahlbeteiligung bei den Kommunalwahlen lag zwar deutlich unter dem Rekordwert, der bei der Volkskammerwahl aufgestellt worden war, aber auch deutlich über den Werten, die bei Kommunalwahlen in Deutschland üblicherweise gemessen werden. Auffällig ist der sehr hohe Anteil ungültiger Stimmen, eine Folge des Wahlrechtes mit der Möglichkeit die drei Stimmen zu kumulieren und panaschieren.
| Land                                   | Wahl                 | Von den gültigen Stimmen entfielen auf | Von den gültigen Stimmen entfielen auf | Von den gültigen Stimmen entfielen auf | Von den gültigen Stimmen entfielen auf | Von den gültigen Stimmen entfielen auf | Von den gültigen Stimmen entfielen auf | Von den gültigen Stimmen entfielen auf | Von den gültigen Stimmen entfielen auf | Von den gültigen Stimmen entfielen auf | Von den gültigen Stimmen entfielen auf | Von den gültigen Stimmen entfielen auf | Von den gültigen Stimmen entfielen auf |
| Land                                   | Wahl                 | CDU                                    | CDU                                    | SPD                                    | SPD                                    | F.D.P.                                 | F.D.P.                                 | PDS                                    | PDS                                    | B90/Gr.                                | B90/Gr.                                | Sonstige                               | Sonstige                               |
| -------------------------------------- | -------------------- | -------------------------------------- | -------------------------------------- | -------------------------------------- | -------------------------------------- | -------------------------------------- | -------------------------------------- | -------------------------------------- | -------------------------------------- | -------------------------------------- | -------------------------------------- | -------------------------------------- | -------------------------------------- |
| Land                                   | Wahl                 | Anzahl                                 | %                                      | Anzahl                                 | %                                      | Anzahl                                 | %                                      | Anzahl                                 | %                                      | Anzahl                                 | %                                      | Anzahl                                 | %                                      |
| Ost-Berlin                             | Volkskammerwahl      | 169.380                                | 19,4                                   | 304.891                                | 34,9                                   | 27.832                                 | 3,2                                    | 261.569                                | 30,0                                   | 78.863                                 | 9,0                                    | 30.088                                 | 3,4                                    |
| Ost-Berlin                             | Kommunalwahlen       | 361.288                                | 18,3                                   | 670.881                                | 34,0                                   | 43.081                                 | 2,2                                    | 592.102                                | 30,0                                   | 247.429                                | 12,6                                   | 56.219                                 | 2,9                                    |
| Ost-Berlin                             | Abgeordnetenhauswahl | 180.790                                | 25,0                                   | 232.385                                | 32,1                                   | 40.863                                 | 5,6                                    | 170.666                                | 23,6                                   | 82.846                                 | 11,4                                   | 16.986                                 | 2,3                                    |
| Ost-Berlin                             | Bundestagswahl       | 175.555                                | 24,3                                   | 226.237                                | 31,3                                   | 56.009                                 | 7,7                                    | 179.279                                | 24,8                                   | 63.562                                 | 8,8                                    | 22.138                                 | 3,1                                    |
| Brandenburg                            | Volkskammerwahl      | 629.844                                | 34,3                                   | 548.912                                | 29,9                                   | 94.580                                 | 5,2                                    | 335.822                                | 18,3                                   | 99.304                                 | 5,4                                    | 126.842                                | 6,9                                    |
| Brandenburg                            | Kommunalwahlen       | 1.086.911                              | 27,2                                   | 1.123.496                              | 28,2                                   | 239.561                                | 6,0                                    | 662.106                                | 16,6                                   | 311.624                                | 7,8                                    | 566.143                                | 14,2                                   |
| Brandenburg                            | Landtagswahl         | 374.572                                | 28,4                                   | 487.134                                | 38,2                                   | 84.501                                 | 6,6                                    | 170.804                                | 13,4                                   | 117.963                                | 9,3                                    | 38.932                                 | 3,1                                    |
| Brandenburg                            | Bundestagswahl       | 516.617                                | 36,3                                   | 468.294                                | 32,9                                   | 138.586                                | 9,7                                    | 157.022                                | 11,0                                   | 94.386                                 | 6,6                                    | 48.535                                 | 3,4                                    |
| Mecklenburg-Vorpommern                 | Volkskammerwahl      | 494.190                                | 36,9                                   | 313.020                                | 23,4                                   | 54.830                                 | 4,1                                    | 305.123                                | 22,8                                   | 58.463                                 | 4,4                                    | 111.941                                | 8,4                                    |
| Mecklenburg-Vorpommern                 | Kommunalwahlen       | 794.736                                | 28,0                                   | 584.845                                | 20,6                                   | 181.467                                | 6,4                                    | 538.876                                | 19,0                                   | 232.879                                | 8,2                                    | 510.301                                | 17,9                                   |
| Mecklenburg-Vorpommern                 | Landtagswahl         | 343.447                                | 38,3                                   | 242.147                                | 27,0                                   | 49.104                                 | 5,5                                    | 140.397                                | 15,7                                   | 83.514                                 | 9,3                                    | 37.390                                 | 4,2                                    |
| Mecklenburg-Vorpommern                 | Bundestagswahl       | 410.940                                | 41,2                                   | 264.715                                | 26,5                                   | 91.229                                 | 9,1                                    | 141.906                                | 14,2                                   | 58.792                                 | 5,9                                    | 29.539                                 | 3,0                                    |
| Sachsen                                | Volkskammerwahl      | 1.539.114                              | 44,3                                   | 522.580                                | 15,1                                   | 211.355                                | 6,1                                    | 472.037                                | 13,6                                   | 163.654                                | 4,7                                    | 562.614                                | 16,2                                   |
| Sachsen                                | Kommunalwahlen       | 3.238.379                              | 41,6                                   | 1.146.681                              | 14,7                                   | 583.948                                | 7,5                                    | 907.504                                | 11,7                                   | 596.571                                | 7,7                                    | 1.309.815                              | 16,8                                   |
| Sachsen                                | Landtagswahl         | 1.432.225                              | 54,4                                   | 502.722                                | 19,1                                   | 138.376                                | 5,3                                    | 269.420                                | 10,2                                   | 147.543                                | 5,6                                    | 143.135                                | 5,4                                    |
| Sachsen                                | Bundestagswahl       | 1.376.055                              | 49,5                                   | 505.176                                | 18,2                                   | 345.471                                | 12,4                                   | 251.217                                | 9,0                                    | 163.192                                | 5,9                                    | 139.559                                | 5,0                                    |
| Sachsen-Anhalt                         | Volkskammerwahl      | 945.926                                | 45,1                                   | 496.606                                | 23,7                                   | 168.931                                | 8,1                                    | 293.605                                | 14,0                                   | 83.233                                 | 4,0                                    | 106.945                                | 5,1                                    |
| Sachsen-Anhalt                         | Kommunalwahlen       | 1.620.575                              | 35,8                                   | 1.033.928                              | 22,8                                   | 480.811                                | 10,6                                   | 573.823                                | 12,7                                   | 287.595                                | 6,4                                    | 529.921                                | 11,7                                   |
| Sachsen-Anhalt                         | Landtagswahl         | 550.815                                | 39,0                                   | 367.254                                | 26,0                                   | 190.800                                | 13,5                                   | 169.319                                | 12,0                                   | 74.696                                 | 5,3                                    | 59.628                                 | 4,2                                    |
| Sachsen-Anhalt                         | Bundestagswahl       | 613.515                                | 38,6                                   | 393.396                                | 24,7                                   | 314.265                                | 19,7                                   | 149.053                                | 9,4                                    | 83.976                                 | 5,3                                    | 37.181                                 | 2,3                                    |
| Thüringen                              | Volkskammerwahl      | 1.036.678                              | 54,1                                   | 335.583                                | 17,5                                   | 95.382                                 | 5,0                                    | 217.960                                | 11,4                                   | 78.709                                 | 4,1                                    | 151.181                                | 7,9                                    |
| Thüringen                              | Kommunalwahlen       | 1.813.243                              | 41,9                                   | 846.212                                | 19,6                                   | 333.454                                | 7,7                                    | 452.275                                | 10,5                                   | 285.678                                | 6,6                                    | 594.399                                | 13,7                                   |
| Thüringen                              | Landtagswahl         | 673.055                                | 45,4                                   | 319.376                                | 22,8                                   | 130.035                                | 9,3                                    | 136.464                                | 9,7                                    | 100.428                                | 7,2                                    | 79.996                                 | 5,7                                    |
| Thüringen                              | Bundestagswahl       | 684.743                                | 45,2                                   | 332.377                                | 21,9                                   | 221.621                                | 14,6                                   | 125.154                                | 8,3                                    | 92.567                                 | 6,1                                    | 57.810                                 | 3,8                                    |
| Gesamte DDR/Neue Länder und Ost-Berlin | Volkskammerwahl      | 4.815.132                              | 41,8                                   | 2.521.592                              | 21,9                                   | 652.910                                | 5,7                                    | 1.886.116                              | 16,4                                   | 562.226                                | 4,9                                    | 1.089.620                              | 9,5                                    |
| Gesamte DDR/Neue Länder und Ost-Berlin | Kommunalwahlen       | 8.915.132                              | 35,0                                   | 5.406.043                              | 21,3                                   | 1.862.322                              | 7,3                                    | 3.726.686                              | 14,6                                   | 1.961.772                              | 7,7                                    | 3.566.798                              | 14,0                                   |
| Gesamte DDR/Neue Länder und Ost-Berlin | Landtagswahl         | 3.518.905                              | 42,2                                   | 2.151.018                              | 25,8                                   | 633.679                                | 7,6                                    | 1.057.070                              | 12,7                                   | 606.990                                | 7,3                                    | 376.067                                | 4,5                                    |
| Gesamte DDR/Neue Länder und Ost-Berlin | Bundestagswahl       | 3.777.425                              | 41,8                                   | 2.190.195                              | 24,3                                   | 1.167.181                              | 12,9                                   | 1.003.631                              | 11,1                                   | 556.475                                | 6,2                                    | 334.762                                | 3,7                                    |

## Folgen
Die Kommunalwahl hatte die Entmachtung der alten Eliten auch auf regionaler Ebene zur Folge. In die Kommunalparlamente zogen nach dem 6. Mai 1990 die ersten frei gewählten Volksvertreter ein. Die Zusammensetzung der regionalen Kommunalparlamente war recht bunt. Lokale Wählerbündnisse aller Art erhielten fast ein Viertel aller Stimmen. Diese Wählerbündnisse waren zum Teil Feuerwehren, Sportvereine und auch kirchliche Gemeinden. Die Verantwortung übernahmen vielerorts Menschen, die bisher keine politischen Erfahrungen gesammelt hatten.

## Nachfolgende Wahlen
Aufgrund des Endes der DDR waren dies die letzten Wahlen in diesem Staat. Die folgenden Kommunalwahlen wurden nach Landesrecht der neu geschaffenen Bundesländer durchgeführt. Dies waren:
- Kommunalwahlen in Brandenburg 1993
- Kommunalwahlen in Mecklenburg-Vorpommern 1994
- Kommunalwahlen in Sachsen 1994
- Kommunalwahlen in Sachsen-Anhalt 1994
- Kommunalwahlen in Thüringen 1994
- Die Wahlen der Berliner Bezirksverordnetenversammlungen am 24. Mai 1992 waren die bislang einzige Wahl, die ohne die gleichzeitige Wahl für das Abgeordnetenhaus von Berlin stattfand. → Ergebnisse der Kommunalwahlen in Berlin.